# XLV Festival Internacional de Cinema Fantàstic de Catalunya

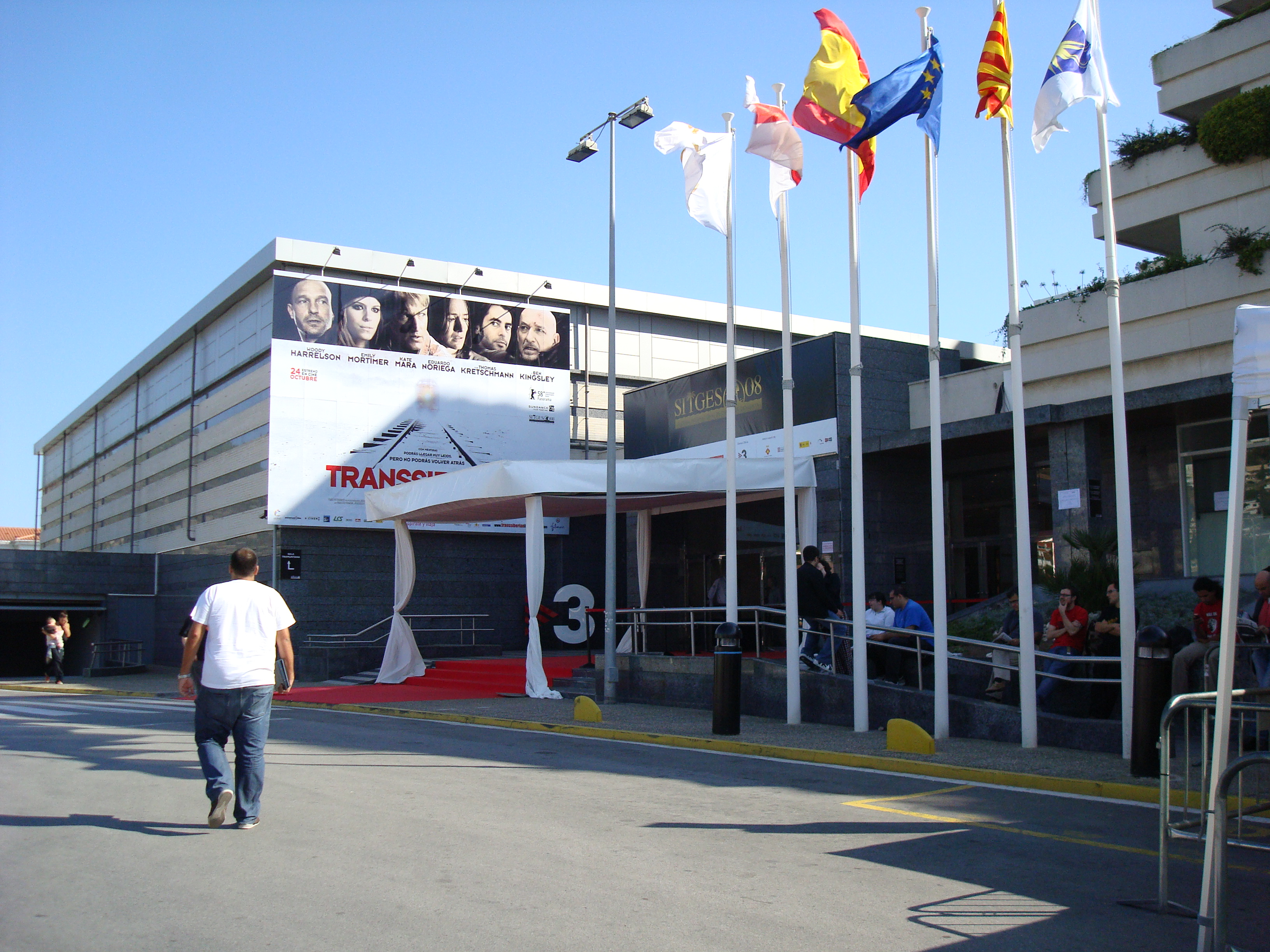
Vista de la seu del Festival Internacional de Cinema Fantàstic de Catalunya en l'edició del 2008

La XLV edició del Sitges Festival Internacional de Cinema de Catalunya (abans, Festival Internacional de Cinema Fantàstic de Sitges) es va organitzar del 4 al 14 d'octubre de 2012 dirigida per Àngel Sala. En aquesta edició es va debatre en taules rodones sobre la nova manera de fer cinema, les noves tecnologies i fins i tot es va presentar un migmetratge que Park Chan-wook havia rodat amb el seu iPhone. El leit-motiv d'aquesta edició serà la fi del món i la seva relació el cinema, i se celebrà el 20è aniversari de Reservoir Dogs, estrenada al festival i que va consagrar Quentin Tarantino, a qui es dedicarà una retrospectiva. El cartell d'aquesta edició, dissenyat per China amb Inocuo Design i inspirat en l'última seqüència de la pel·lícula El planeta dels simis de Franklin J. Schaffner, fou exhibit al Saló Internacional del Còmic de Barcelona. El pressupost del Festival fou de 2.400.000 euros, un 5 % menys que l'edició anterior.
El certamen fou inaugurat amb la projecció d' El cos, dirigida per Oriol Paulo i protagonitzada per Belén Rueda, José Coronado i Hugo Silva. La pel·lícula de clausura fou Looper de Rian Johnson, qui va rebre també el Gran Premi Honorífic.

## Pel·lícules projectades

### Secció oficial Fantàstic
- Holy Motors de Leos Carax
- Chained de Jennifer Lynch
- Sightseers de Ben Wheatley
- Aftershock de Nicolás López
- Antiviral de Brandon Cronenberg
- Berberian Sound Studio de Peter Strickland
- Blood-C: The Last Dark de Naoyoshi Shiotani
- Compliance de Craig Zobel
- Cosmopolis de David Cronenberg
- Doomsday Book de Kim Ji-Woon i Yim Pil-sung
- El bosc d'Óscar Aibar
- Grabbers de Jon Wright
- Headshot de Pen-ek Ratanaruang
- A Fantastic Fear of Everything de Crispian Mills i Chris Hopewell
- Insensibles de Juan Carlos Medina
- The Viral Factor de Dante Lam
- Come Out and Play de Makinov
- Lovely Molly d'Eduardo Sánchez
- Motorway de Cheang Pou-soi
- Un amic per a en Frank de Jake Schreier
- Nameless Gangster: Rules of the Time de Yoon Jong-bin
- No One Lives de Ryûhei Kitamura
- Robo-G de Shinobu Yaguchi
- Rurouni Kenshin de Keishi Ōtomo
- Safety Not Guaranteed de Colin Trevorrow
- Set psicòpates de Martin McDonagh
- Sinistre de Scott Derrickson
- Tai Chi 0 de Stephen Fung
- The Day de Doug Aarniokoski
- L'home de les ombres de Pascal Laugier
- Die Wand de Julian Pölsler
- The Weight de Jeon Kyu-hwan
- Ōkami Kodomo no Ame to Yuki de Mamoru Hosoda
- V/H/S d'Adam Wingard, Glenn McQuaid, Radio Silence
- Wrong de Quentin Dupieux

### Secció Casa Àsia
- Ace Attorney de Takashi Miike
- Yeongasi de Park Jung-woo
- Don 2 de Farhan Akhtar
- Wu Xia de Peter Chan
- Gangs of Wasseypur – Part 1 d'Anurag Kashyap
- Gangs of Wasseypur – Part 2 d'Anurag Kashyap
- Horror Stories de diversos autors
- The Adventures of Li Xianji de Frant Gwo
- Ritual de Joko Anwar
- Hua Pi 2 de Wuershan
- Sadako 3D de Tsutomu Hanabusa
- The Four de Gordon Chan
- The Great Magician de Derek Yee
- El gran cop de Choi Dong-hoon
- War of the Arrows de Kim Han-min
- Warriors of the Rainbow: Seediq Bale de Wei Te-sheng

## Jurat
El jurat internacional era format per Judith Colell, Denise Crosby, Lamberto Bava, Nacho Cerdà i William Lustig.

## Premis
Els premis d'aquesta edició foren:
| Categoria                                                 | Premiat                                                  | Treball                    |
| --------------------------------------------------------- | -------------------------------------------------------- | -------------------------- |
| Premi al millor director                                  | Leos Carax                                               | Holy Motors                |
| Premi a la millor pel·lícula                              | Holy Motors                                              | Leos Carax                 |
| Premi a la millor actriu                                  | Alice Lowe                                               | Sightseers                 |
| Premi al millor actor                                     | Vincent D'Onofrio                                        | Chained                    |
| Premi al millor guió                                      | Alice Lowe Steve Oram                                    | Sightseers                 |
| Premi a la millor fotografia                              | Chankit Chamnivikaipong                                  | Headshot                   |
| Premi als millors efectes especials                       | Yee Kwok-leung Garrett Lam Ho Kwan-yeung                 | The Viral Factor           |
| Premi al millor Curtmetratge                              | Pablo Larcuen                                            | Elefantes                  |
| Premi Especial del Jurat                                  | Chained                                                  | Jennifer Lynch             |
| Gran Premi del Públic El Periódico de Catalunya           | Un amic per a en Frank                                   | Jake Schreier              |
| Premi Noves Visions                                       | Rebelle                                                  | Kim Nguyen                 |
| Premi Noves Visions. Diploma petit format                 | Crazy & Thief                                            | Cory McAbee                |
| Premi Noves Visions Diploma no ficció                     | Me at the Zoo                                            | Chris Moukarbel            |
| Premi Nova Autoria Millor direcció                        | Carles Harillo Magnet                                    | El mal menor               |
| Premi Nova Autoria Millor guió                            | Carles Harillo Magnet                                    | El mal menor               |
| Premi Nova Autoria Millor música original                 | Gonzalo Perales                                          | Big red sour apple         |
| Premi Focus Casa Àsia                                     | Wu Xia                                                   | Peter Chan                 |
| Premi Anima't al millor llargmetratge d'animació          | Ōkami Kodomo no Ame to Yuki                              | Mamoru Hosoda              |
| Premi Anima't al millor curtmetratge d'animació           | Fuga                                                     | Juan Antonio Espigares     |
| Premi Carnet Jove Fantàstic                               | Antiviral                                                | Brandon Cronenberg         |
| Premi Carnet Jove Midnight X-Treme                        | Stitches                                                 | Conor McMahon              |
| Premi Méliès d'argent al millor llargmetratge (Fantastic) | Holy Motors                                              | Leos Carax                 |
| Premi Méliès d'argent al millor llargmetratge (Panorama)  | Tower Block                                              | James Nunn Ronnie Thompson |
| Premi Méliès d'argent al millor curtmetratge              | Eat                                                      | Moritz Krämer              |
| Premi Méliès d'Or al millor llargmetratge                 | Vanishing Waves                                          | Kristina Buožytė           |
| Premi Méliès d'Or al millor curtmetratge                  | Room 606                                                 | Peter Volkart              |
| Premi de la Crítica José Luis Guarner                     | Holy Motors                                              | Leos Carax                 |
| Premi de la Crítica José Luis Guarner Menció Especial     | Berberian Sound Studio                                   | Peter Strickland           |
| Premi Ciutadà Kane a la direcció revelació                | Antiviral                                                | Brandon Cronenberg         |
| Premi Honorífic Màquina del Temps                         | Don Coscarelli Elijah Wood William Lustig Barbara Steele |                            |
| Gran Premi Honorífic                                      | Neil Jordan                                              |                            |